# Pearl Witherington
Pearl Witherington Cornioley (Parigi, 24 giugno 1914 – Valle della Loira, 24 febbraio 2008) è stata una militare britannica, operante come agente SOE nella Seconda Guerra Mondiale. È stata insignita dell'Ordine dell'Impero Britannico e della Legion d'onore.